# Trigoniulus mertoni
Trigoniulus mertoni är en mångfotingart som beskrevs av Carl 1912. Trigoniulus mertoni ingår i släktet Trigoniulus och familjen Trigoniulidae. Inga underarter finns listade i Catalogue of Life.